# Claude Ballot-Léna
Claude Ballot-Léna (ur. 4 sierpnia 1936 roku w Paryżu, zm. 5 grudnia 1999 roku) – francuski kierowca wyścigowy.

## Kariera
Ballot-Léna rozpoczął karierę w międzynarodowych wyścigach samochodowych w 1969 roku od startów w dywizji 3 European Touring Car Championship, gdzie odniósł jedno zwycięstwo. Z dorobkiem dziewięciu punktów uplasował się tam na dziewiątej pozycji w klasyfikacji generalnej. W tym samym roku zwyciężył w 24-godzinny wyścigu Spa-Francorchamps. W późniejszych latach Francuz pojawiał się także w stawce Tour de France Automobile, 24-godzinnego wyścigu Le Mans, European GT Championship, NASCAR Winston Cup, World Sportscar Championship, World Championship for Drivers and Makes, World Challenge for Endurance Drivers, French Touring Car Championship, FIA World Endurance Championship, 24-godzinnego wyścigu Daytona, European Endurance Championship, IMSA Camel GT Championship, IMSA Camel GTP Championship, World Sports-Prototype Championship, World Touring Car Championship oraz IMSA Camel Lights.